# Adamov (district de Blansko)
Pour les articles homonymes, voir Adamov.
Adamov (en allemand : Adamsthal) est une ville du district de Blansko, dans la région de Moravie-du-Sud, en République tchèque. Sa population s'élevait à 4 605 habitants en 2024.

## Géographie
Adamov est arrosée par la Svitava et se trouve à 8 km au sud de Blansko, à 12 km au nord-nord-est de Brno et à 183 km au sud-est de Prague.
La commune est limitée par Olomučany au nord, par Babice nad Svitavou à l'est, par Bílovice nad Svitavou au sud et par Vranov à l'ouest.

## Histoire
L’histoire de la ville est étroitement liée à la métallurgie depuis 1360. Elle connut son plus grand développement au XVe siècle. Le village qui s'appelait à l'origine Althammer (Staré Hamry) fut renommé en 1732 d'après Adam Joseph prince de Liechtenstein, le propriétaire des forges. Au XIXe siècle, Adamsthal devint un centre de constructions mécaniques. C'est ici qu'en 1888-1889, Siegfried Marcus, un pionnier de l'automobile, construisit sa deuxième automobile.

## Patrimoine

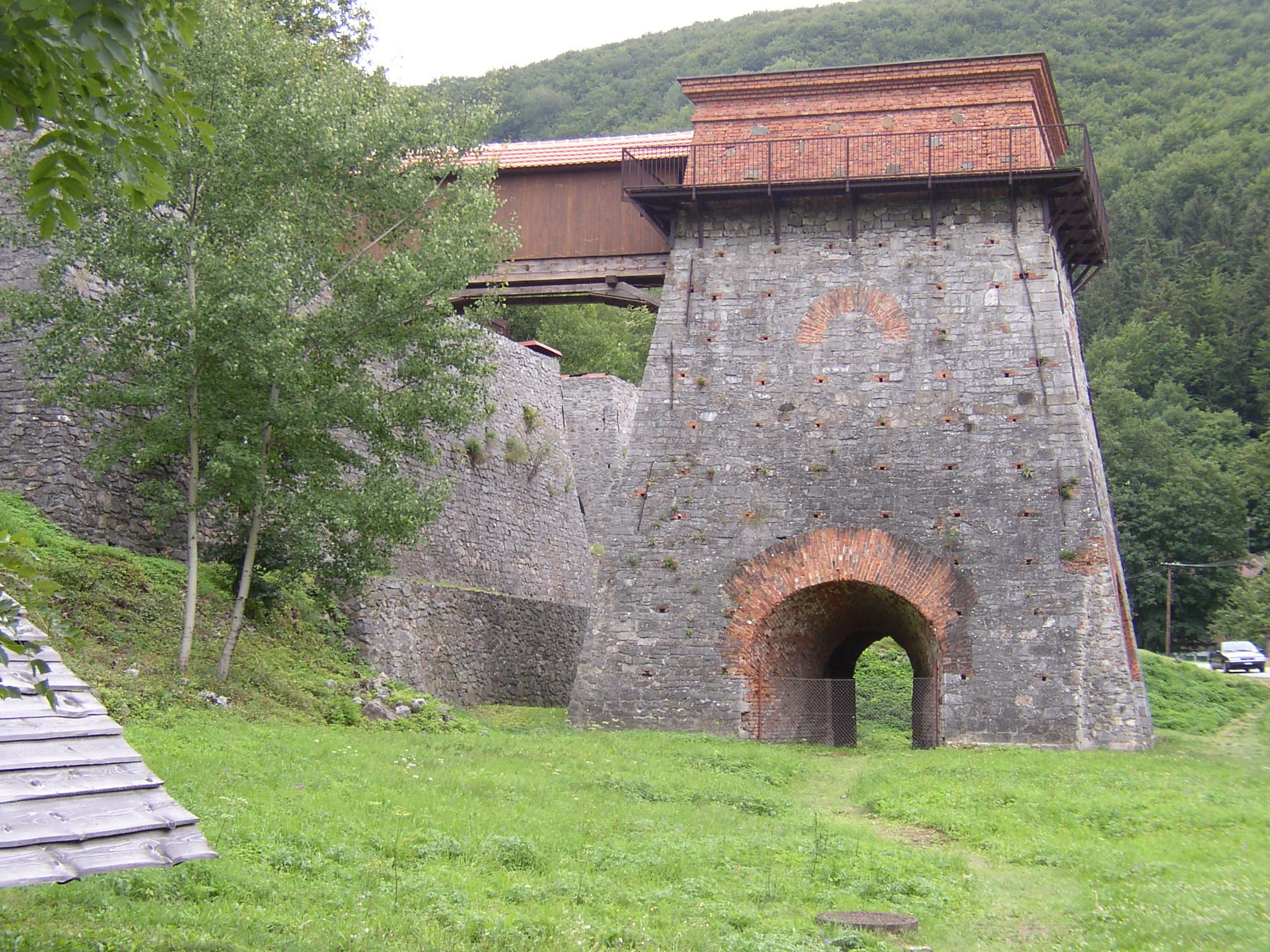
Adamov : ancien haut-fourneau.